# لين لي
لين لي (5 يوليو 1992 في الصين - ) (بالصينية: 林莉) هي لاعبة كرة طائرة الصين في مركز ليبرو ‏. شاركت في الكرة الطائرة في الألعاب الأولمبية الصيفية 2016. وشاركت مع منتخب الصين الوطني لكرة الطائرة للنساء. أما مع النوادي، فقد لعبت مع Fujian Xi Meng Bao ‏.

## وصلات خارجية
- لين لي على موقع اللجنة الأولمبية الدولية (الإنجليزية)
- لين لي على موقع أوليمبيديا (الإنجليزية)
- لين لي على موقع اللجنة الأولمبية الصينية (الإنجليزية)